# Luis Pavia
Luis Fernando Pavia Mamani (Villazón, Departamento de Potosí, 13 de junio de 1999) es un futbolista boliviano. Juega como centrocampista y su equipo actual es Nacional Potosí de la Primera División de Bolivia.

## Trayectoria

### Nacional Potosí
Debutó en Nacional Potosí, con tan solo 16 años, el 22 de febrero de 2015 ante Jorge Wilstermann, por la octava jornada del Clausura 2015.

## Selección nacional

### Sub-23
En 2019 recibió su primera convocatoria a la Selección de fútbol sub-23 de Bolivia, tras el llamado del entrenador Eduardo Villegas.

## Estadísticas
| Club                      | Div.          | Temporada     | Liga  | Liga  | Internacional | Internacional | Total | Total | Total |
| Club                      | Div.          | Temporada     | Part. | Goles | Part.         | Goles         | Part. | Goles |       |
| ------------------------- | ------------- | ------------- | ----- | ----- | ------------- | ------------- | ----- | ----- | ----- |
| Nacional Potosí · Bolivia | 1.ª           | 2014/15       | 1     | 0     | —             | —             | 1     | 0     |       |
| Nacional Potosí · Bolivia | 1.ª           | 2015/16       | 1     | 0     | —             | —             | 1     | 0     |       |
| Nacional Potosí · Bolivia | 1.ª           | 2016/17       | 1     | 0     | —             | —             | 1     | 0     |       |
| Nacional Potosí · Bolivia | 1.ª           | 2018          | 4     | 0     | —             | —             | 4     | 0     |       |
| Nacional Potosí · Bolivia | 1.ª           | 2019          | 41    | 1     | —             | —             | 41    | 1     |       |
| Nacional Potosí · Bolivia | 1.ª           | 2020          | 19    | 0     | —             | —             | 19    | 0     |       |
| Nacional Potosí · Bolivia | 1.ª           | 2021          | 16    | 0     | 1             | 0             | 17    | 0     |       |
| Nacional Potosí · Bolivia | 1.ª           | 2022          | 38    | 1     | —             | —             | 38    | 1     |       |
| Total club                | Total club    | Total club    | 121   | 2     | 1             | 0             | 122   | 2     |       |
| Total carrera             | Total carrera | Total carrera | 121   | 2     | 1             | 0             | 122   | 2     |       |
| 1. 2.                     |               |               |       |       |               |               |       |       |       |